# 益田道路
益田道路（ますだどうろ）は、島根県益田市内の高規格幹線道路（高速自動車国道に並行する一般国道自動車専用道路）（全長7.8 km）である。
益田市中心部の中吉田交差点（国道9号と国道191号交差部）および須子交差点（国道9号と主要地方道益田阿武線交差部）の渋滞緩和を主な目的として、山陰自動車道に並行する国道9号の自動車専用道路として整備される。道路標示などの案内は「山陰道（無料区間）」として統一されている。
遠田IC - 久城IC間および高津IC - 須子IC間は暫定2車線にて供用中。その間の久城IC - 高津IC間は未開通であり、島根県道333号久城インター線が当該区間の一般道路部として機能している。

## 概要
- 起点 : 島根県益田市遠田町
- 終点 : 島根県益田市須子町
- 全長 : 7.8 km
- 規格 : 第1種第2級
- 道路幅員
  - 一般部 : 23.5 m
  - トンネル部 : 19.0 m
  - 橋梁部（長大橋） : 19.5 m
  - 橋梁部（中小橋） : 20.5 m
- 車線数 : 4車線
- 車線幅員 : 3.5 m
- 設計速度 : 100 km/h
- 制限速度 : 60 km/h

## 沿革
- 1996年度（平成8年度） : 高津IC - 須子IC間、遠田IC - 久城IC間事業化
- 1998年（平成10年）3月27日 : 都市計画決定
- 2007年（平成19年）3月24日 : 高津IC - 須子IC間開通
- 2010年（平成22年）3月27日 : 遠田IC - 久城IC間開通[1]
- 2023年度（令和5年度） : 久城IC - 高津IC間事業化[2]

## インターチェンジなど
| 施設名                                                 | 接続路線名                        | 起点から (km) | キロポスト (km) | 備考               |
| ------------------------------------------------------ | --------------------------------- | ------------- | --------------- | ------------------ |
| E9 山陰自動車道（三隅・益田道路、事業中）              |                                   |               |                 |                    |
| 遠田IC                                                 | 国道9号（現道）                   | 0.0           | 493.0           | 萩方面出入口のみ   |
| 久城IC                                                 | 県道333号久城インター線           | 1.7           | 494.7           | 浜田方面出入口のみ |
| 事業中 現在は島根県道333号久城インター線による現道活用 |                                   |               |                 |                    |
| 高津IC                                                 | 国道191号 県道333号久城インター線 | 4.5           | 497.7           | 萩方面出入口のみ   |
| 萩・石見空港IC                                         | 県道331号石見空港飯田線           | 6.2           | 499.4           |                    |
| 須子IC                                                 | 国道9号（現道）                   | 7.8           | 501.0           | 浜田方面出入口のみ |
| E9 山陰自動車道（計画中、益田西道路、事業中）          |                                   |               |                 |                    |